# Guillaume Bottazzi
Guillaume Bottazzi (Lione, 25 luglio 1971) è un pittore francese.

## Biografia

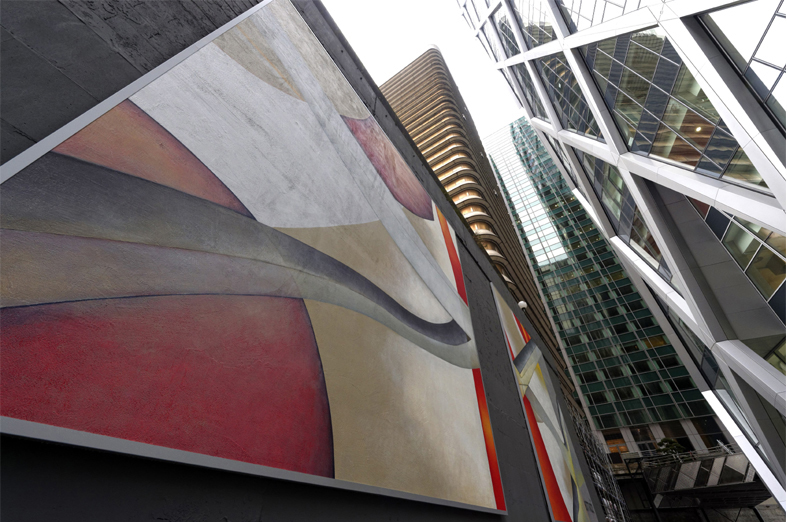
L'opera di Bottazzi nel quartiere La Défense

Nacque a Lione nel 1971, Guillaume Bottazzi decide di diventare un artista e di farne la sua unica attività. A 17 anni si reca a Firenze per studiare pittura. Si è trasferito a New York negli anni 2000. Dal 1992 realizza opere in situ in luoghi specifici. Grazie al suo talento ha ricevuto l'incarico da istituzioni pubbliche e private per la realizzazione di più di 100 opere d’arte in site-specific.
Successivamente, nel 2004, decide di trasferirsi in Giappone.  Per lui è uno shock culturale, una nuova fonte di ispirazione. Nel 2010, sotto l'iniziativa del Tokyo Metropolitan Government, la Tokyo Metropolitan Foundation for History and Culture, il National Art Center, il Suntory Art Museum, la città di Tokyo, Mori Building Co. Ltd e il Mori Art Museum, Guillaume Bottazzi ha creato una monumentale opera astratta di 100 m² nel cuore di Tokyo, nel quartiere Roppongi. Nel 2011 ha realizzato un dipinto di 900 mq sulle facciate del Museo Miyanomori Art in Hokkaido. Questo museo ha organizzato una mostra personale delle opere dell'artista che ha contribuito a sostenere le vittime del terremoto e dello tsunami del marzo 2011. Sempre in Giappone nel 2012, il Mori Building, in seguito alla selezione del Mori Art Museum, ha commissionato diverse opere all'artista. Queste sono esposte nel nuovo grattacielo Ark Hills Sengokuyama: nel cuore del nuovo quartiere Toranomon nel centro di Tokyo.
In Giappone, a Tokyo, dal 2006 collabora con la galleria Itsutsuji.
En Europe, le sue opere sono presentate anche dalla galleria Artiscope di Bruxelles.
Nel 2015 tornerà in Europa, contribuendo alla realizzazione di un museo all'aria aperta nel quartiere di Parigi, con un'opera di 216 mq.
Nel 2016 venne invitato a partecipare all'evento, "Le French May" ("Il maggio francese"), organizzato dal Consolato Generale di Francia ad Hong Kong e a Macao. La sua esibizione di 565 mq si è tenuta presso la Central Library ad Hong Kong. 
Tra il 2016 ed il 2017 a Place Jourdan, il luogo più europeo di Bruxelles, ha realizzato un dipinto di 16 x 7 metri, pari a 112 mq, progetto sostenuto dalla Commissione Europea.

## Galleria d'immagini

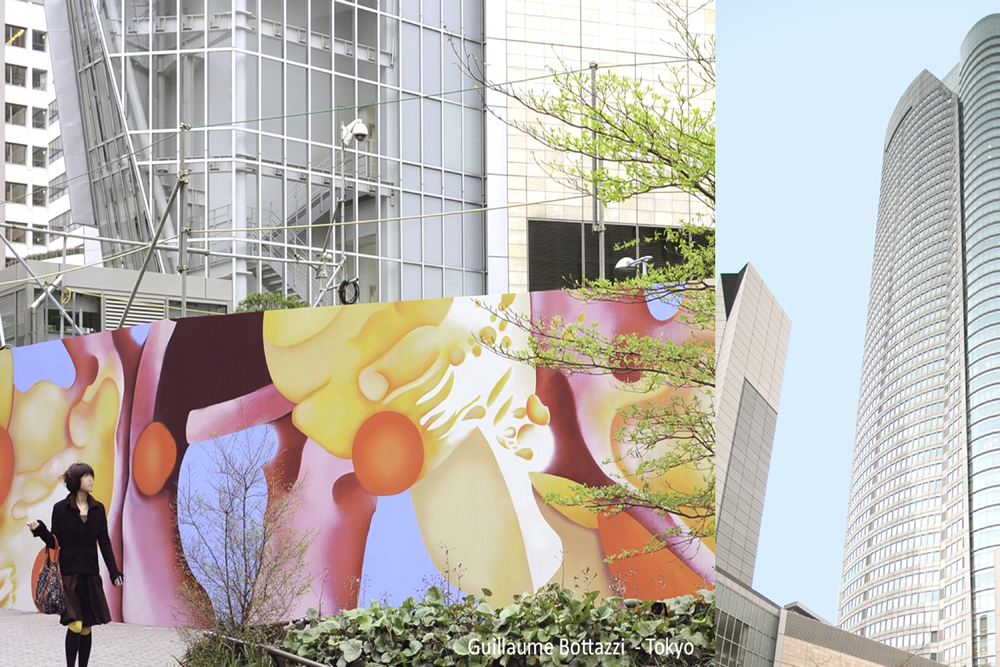
Guillaume Bottazzi, arte pubblica, Tokyo, Giappone
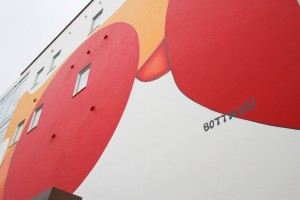
Guillaume Bottazzi, Miyanomori Art Museum, Giappone
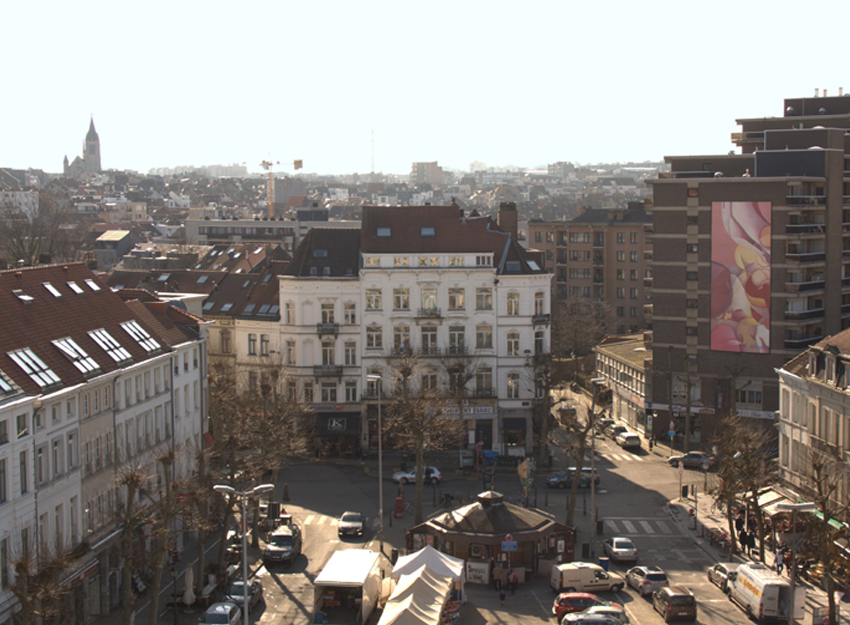
Guillaume Bottazzi, arte pubblica, Bruxelles
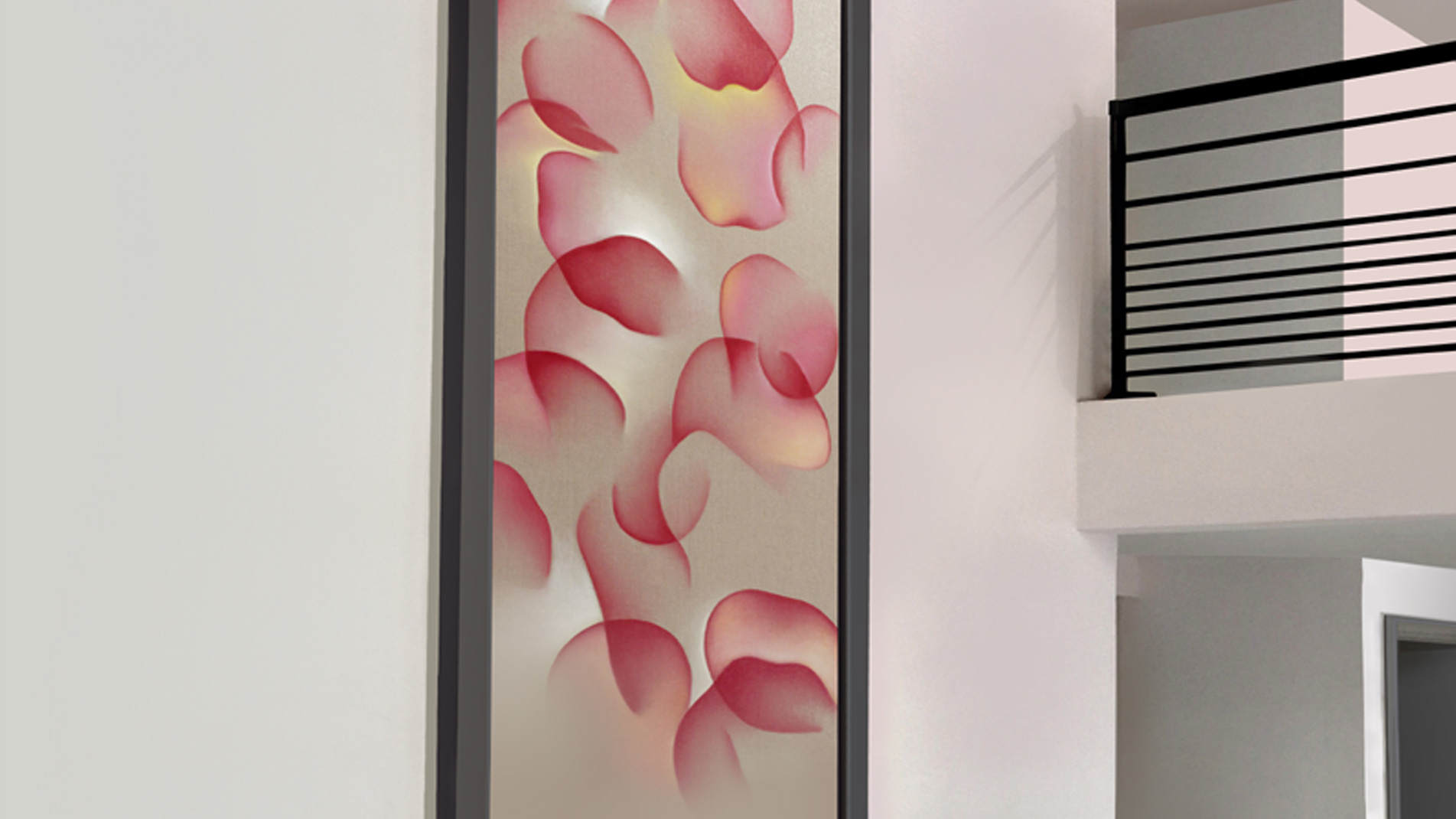
Guillaume Bottazzi, arte pubblica, Marsiglia, Francia
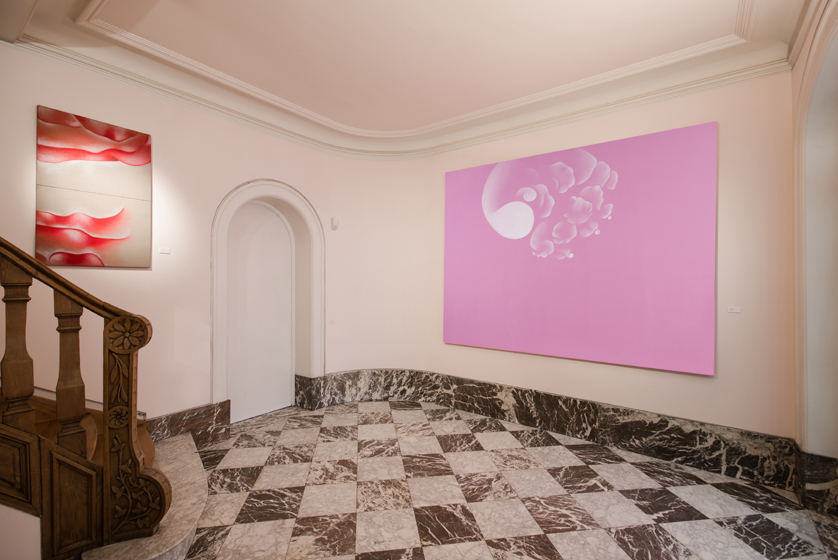
Guillaume Bottazzi, Galleria Artiscope, Bruxelles
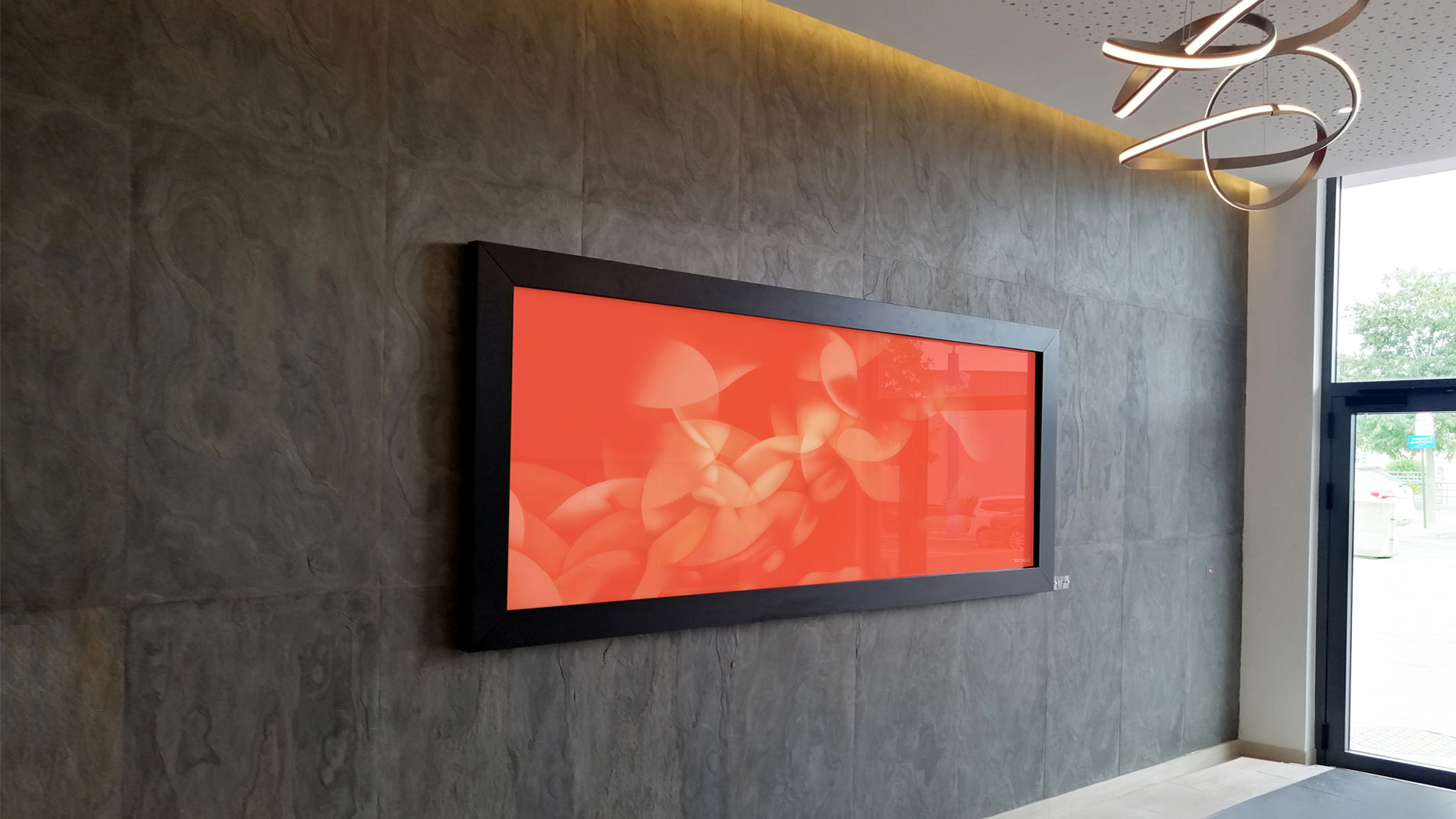
Guillaume Bottazzi, arte pubblica, Costa Azzurra, Francia
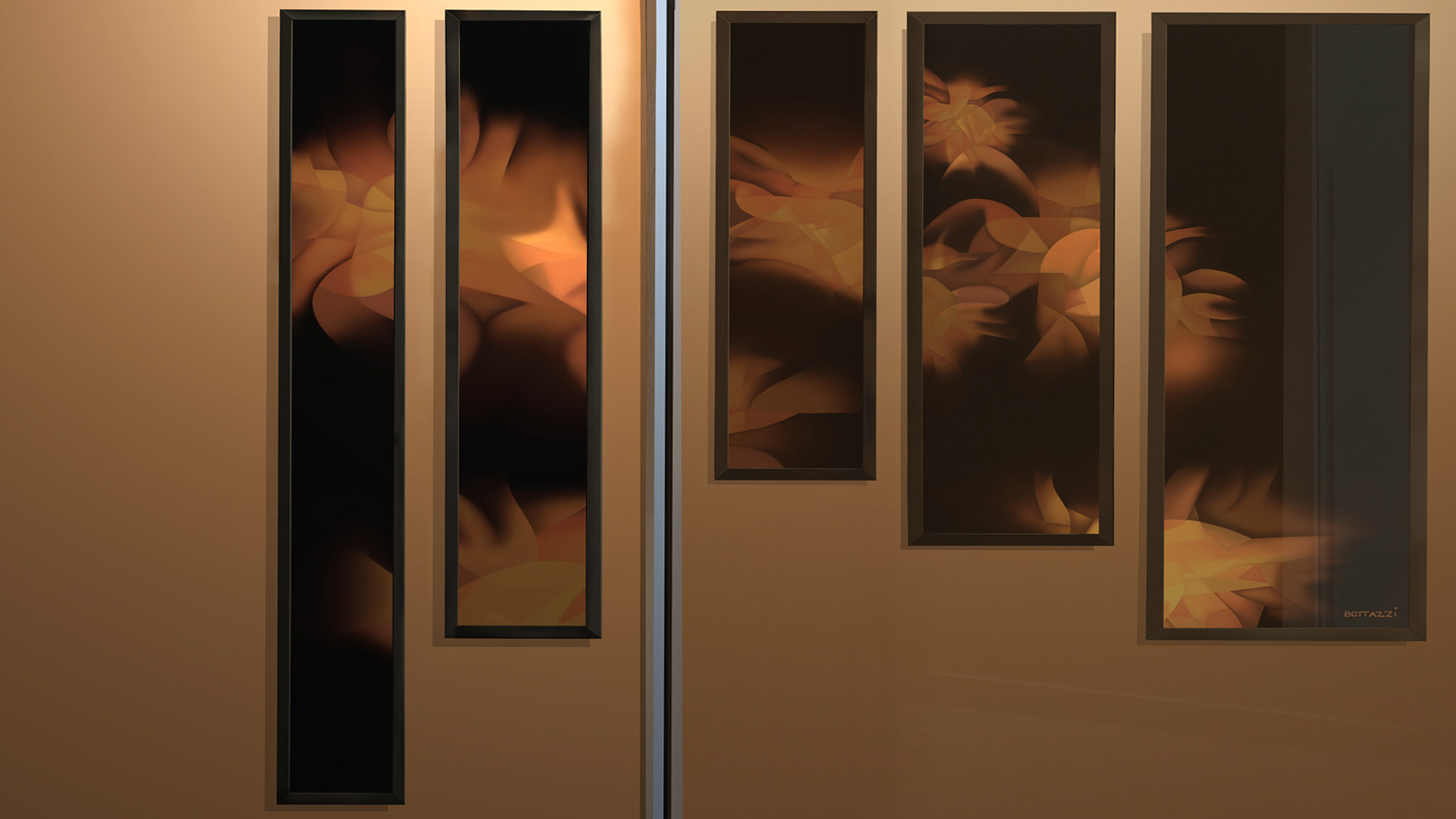
Guillaume Bottazzi, arte pubblica, Grand Paris, Francia
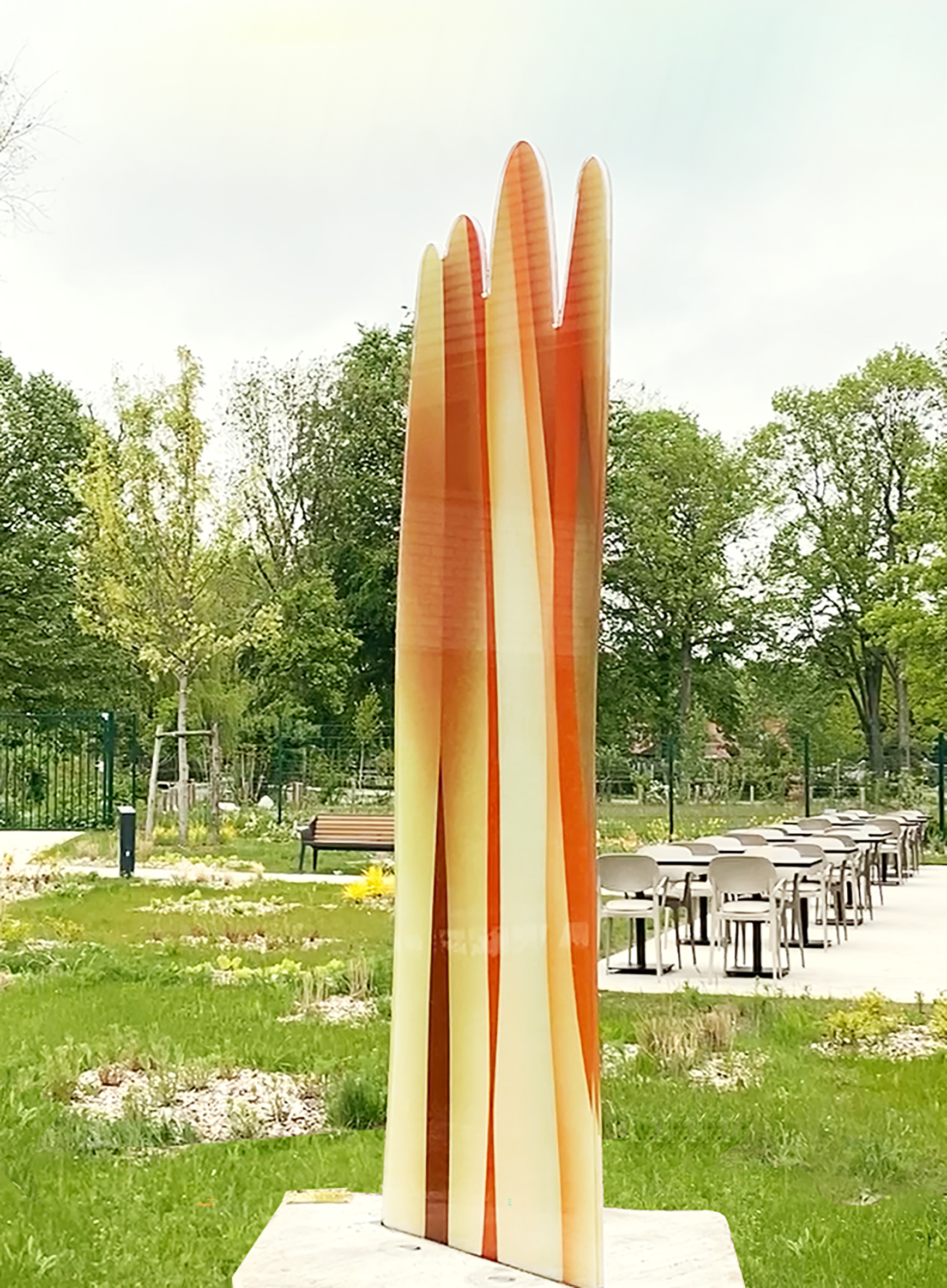
Guillaume Bottazzi, arte pubblica, scultura, Francia
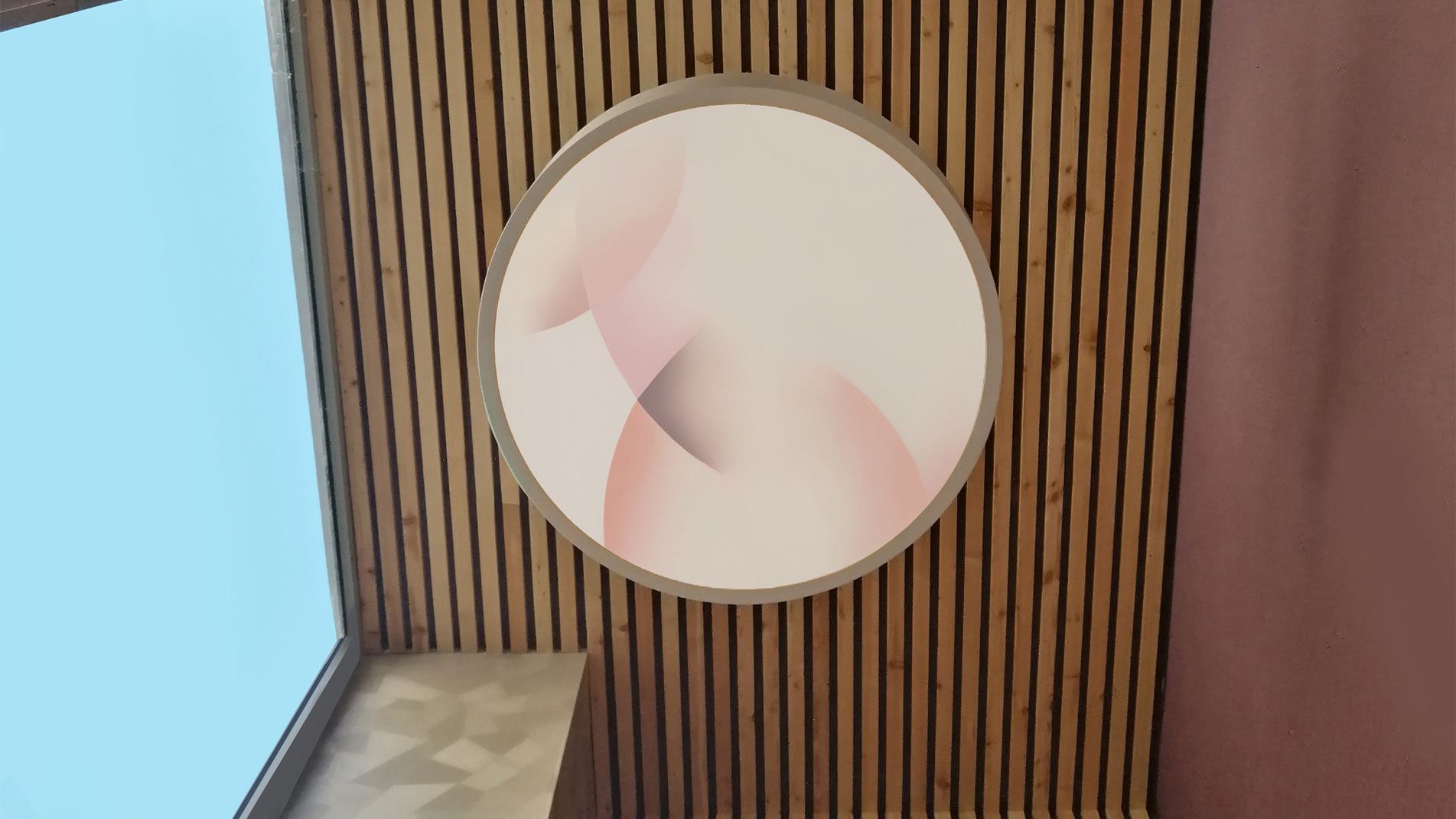
Guillaume Bottazzi, arte pubblica, Lione, Francia
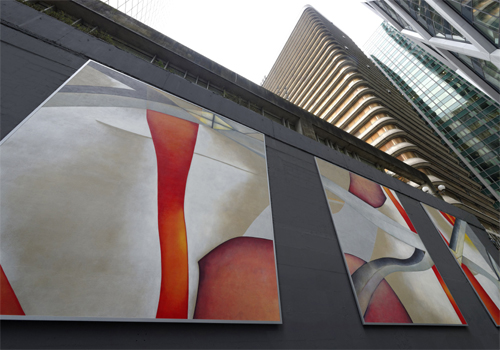
Guillaume Bottazzi, arte pubblica, Paris La Défense, Francia
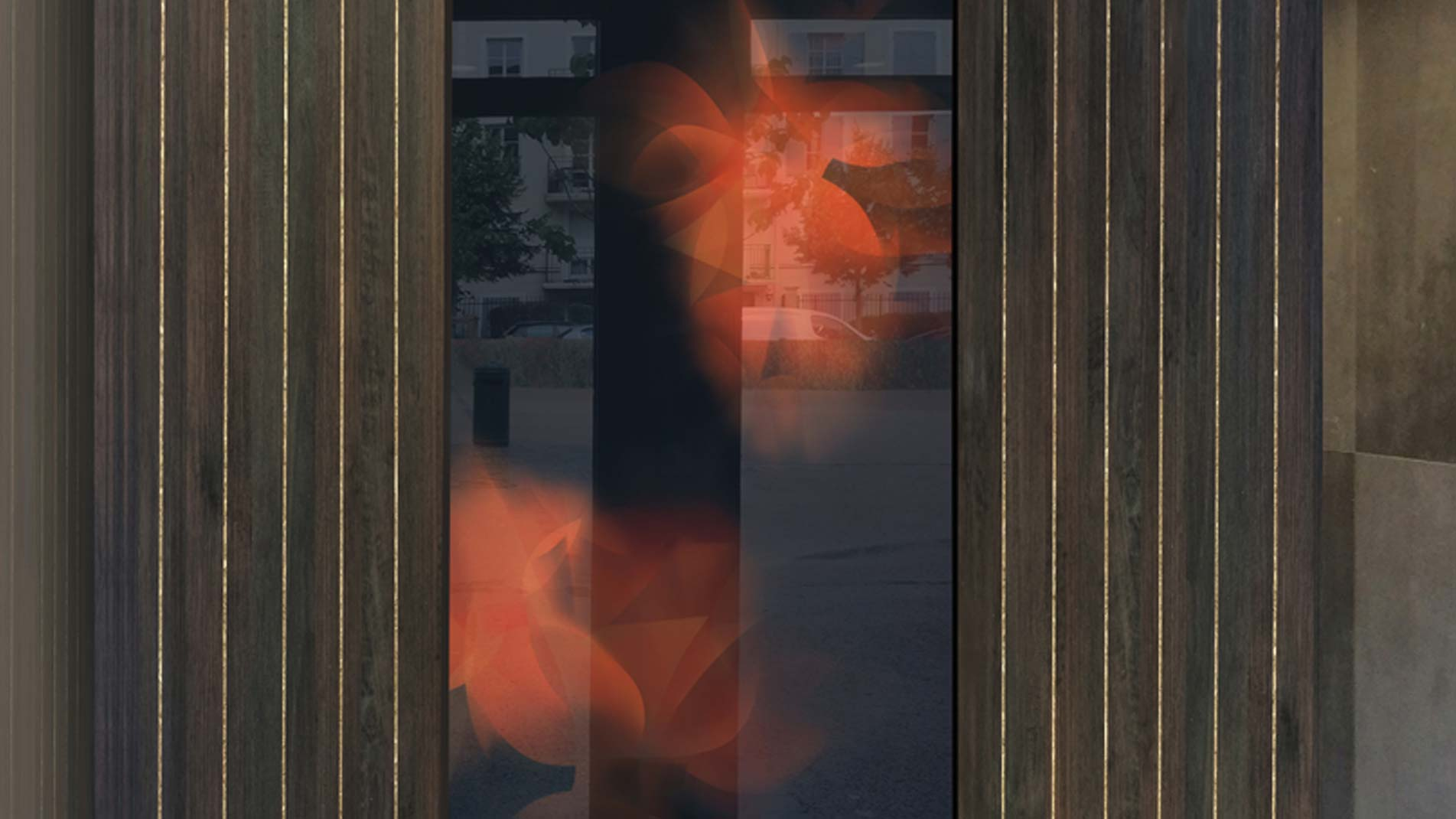
Guillaume Bottazzi, arte pubblica, Grand Paris, Francia
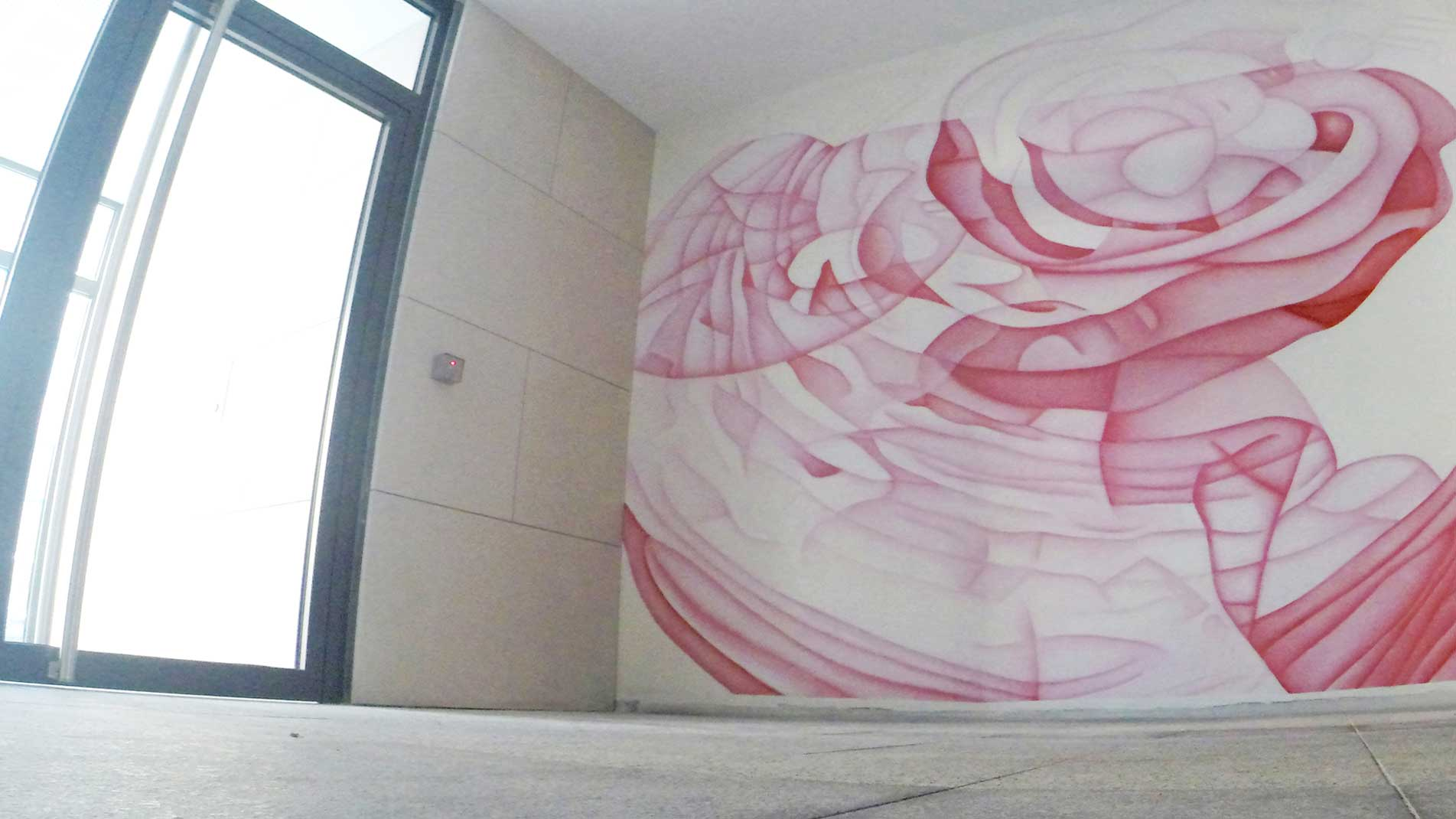
Guillaume Bottazzi, arte pubblica, Marsiglia, Francia